# 마티아스 에르츠베르거
마티아스 에르츠베르거(독일어: Matthias Erzberger, 1875년 9월 20일 ~ 1921년 8월 26일)는 독일의 작가이자 정치인 (독일 중앙당)이다. 1919년부터 1920년까지 재무장관을 역임했다.
가톨릭 중앙당의 중심 인물이었던 그는 1917년부터 제1차 세계 대전에 반대하는 연설을 했고, 독일제국의 대표로서 독일과 연합국 간의 휴전 협정에 서명했다. 하지만 1921년 우익 테러리스트에 의해 암살되었다.

## 초기 경력
에르츠베르거는 1875년 9월 20일 뷔르템베르크 왕국의 부텐하우젠(오늘날 뮌징헨 시의 일부)에서 재단사이자 우편 배달부인 요세프 에르츠베르거(1847–1907)와 카테리나(1845–1916)의 아들로 태어났다. 소싯적 비만을 앓았으나, 나이가 들며 몸무게를 줄여나갔다. 1894년에 슈베비슈 할과 바트 사울가우에 있는 신학교를 다녔다. 졸업 이후, 초등학교 교사로 근무하는 동시에 스위스 프리부르에서 헌법과 경제학을 공부했다. 2년 후, 슈투트가르트에서 가톨릭 중앙당의 기관지 독일 민족지(Volksblatt)의 기자가 되었고, 프리랜서 작가를 겸임했다.  에르츠베르거는 가톨릭 중앙당에 입당했고 1903년 비베라흐 구의 의원으로 독일 의회에 선출되었다. 유난히 다양한 정치 활동 덕에 그는 의회에서 중심적인 자리를 차지했다. 식민지 정책과 금융 정책의 전문가가 되어 1909년의 금융 개혁에 기여했다. 1912년에는 의회 정당의 지도부인 Fraktionsführung의 일원이 되어, 1913년까지 독일의 군사력 증강에 기여했다.

## 제1차 세계 대전
그의 중앙당의 다른 멤버들과 마찬가지로 처음에 독일의 제1차 세계 대전 참여를 지지했고, 민족주의로 고양된 분위기에 동참했다. 1914년 9월에 그는 독일의 전쟁 목표에 대한 자신의 견해를 밝히는 각서를 작성했으며, 벨기에와 로렌 일부의 병합을 옹호했다. 또, 독일 의회의 군사 업무 위원회의 비서였으며 수상 테오발트 폰 베트만-홀베의 오른팔이었다. 그는 특히 가톨릭 단체와 관련된 대외 선전을 담당했으며 교황청과 프리메이슨의 지원금을 사용하여 정보 수집 시스템을 구축했다. 또, 베른하르트 폰 뷜로와 함께 1915년에 이탈리아의 참전을 막으려는 시도를 하며 외교 임무에 참여했으나 실패했다. 하지만 그는 과도한 자신감을 갖고 점령지의 합병을 주장하는 서신들을 독일 군사 당국에게 보내 독일 군사계획을 잘못된 방향으로 이끌었다. 기회주의자로 여겨져 다른 이들은 그가 "신념은 없고 욕심만 있다"고 한다.
11월 25일, 27일, 28일에 걸쳐 에르츠베르거는 행정부의 현대화를 주장하는 연설을 했다. 그는 시민권의 보호를 주장했고, 그 덕에 연방상원에서 사회주의자들의 광범위한 지지를 얻었다. 1916년 12월에 통과시킨 법안은 군대에 있지 않거나 특정 경제 영역에서 일하지 않는 모든 남성이 전쟁에 필수적인 직업에 의무적으로 고용하도록 종용했고, 그 대가로 노동 조합을 고용주와 동등한 협상 파트너로 인정했다.
카를 리프크네히트(1916년까지 사민당(SPD) 의원)와 더불어 아르메니아 대학살, 그리스인 박해 및 아람 대학살에 반대한 유이한 독일 정치인이었다. 그는 1916년 2월 독일과 동맹을 맺은 오스만 제국의 젊은 투르크당과의 협상을 위해 콘스탄티노플을 방문했다. 1916년 2월 10일 엔베르 파샤와 탈라트 파샤를 만나, 터키 기독교인들의 조건을 개선하는 정책에 대한 각서를 쓴다. 하지만 각서가 명백하게 가톨릭 아르메니아인들에 대해 언급되했음에도 불구하고 오스만 정부는 그가 제안한 정책을 제대로 고려하지 않았다. 그의 임무의 수포로 돌아갔고, 에르츠베르거는 분노와 실망으로 찼다.
1917년까지 양쪽 전선이 교착 상태에 빠지자 에르츠베르거는 입장을 변경하여 잠수함 전쟁의 주요 반대자가 되고, 나아가 평화주의자가 된다. 1917년 4월 그는 스톡홀름에서 러시아 사절단과 만나 평화 조건을 논의했다. 7월 6일 독일 의회 연설에서 전쟁에 대한 자신의 견해를 설명했는데, 그는 영토 야망을 포기하고 하루빨리 종전할 것을 촉구했다.
군대 내에서 평화를 촉구하는 운동이 퍼짐에도 불구하고 평화를 위한 에르츠베르거의 시도는 실패한다. 하지만 전쟁에 대한 그의 공개적인 비판과 독일군의 취약성에 대한 지적은 독일 정부가 전쟁에서 승리할 수 있다는 확신을 잃고, 전쟁을 지지하기 어려운 분위기를 조성하는데 기여했다. 전쟁이 끝나갈 무렵 1917년 키엘에서 독일 해군이 반란을 일으켰을 때, 선원들은 에르츠베르거에 대한 지지를 표명했으며, "에르츠베르거"는 "평화"의 동의어라고 말했다.

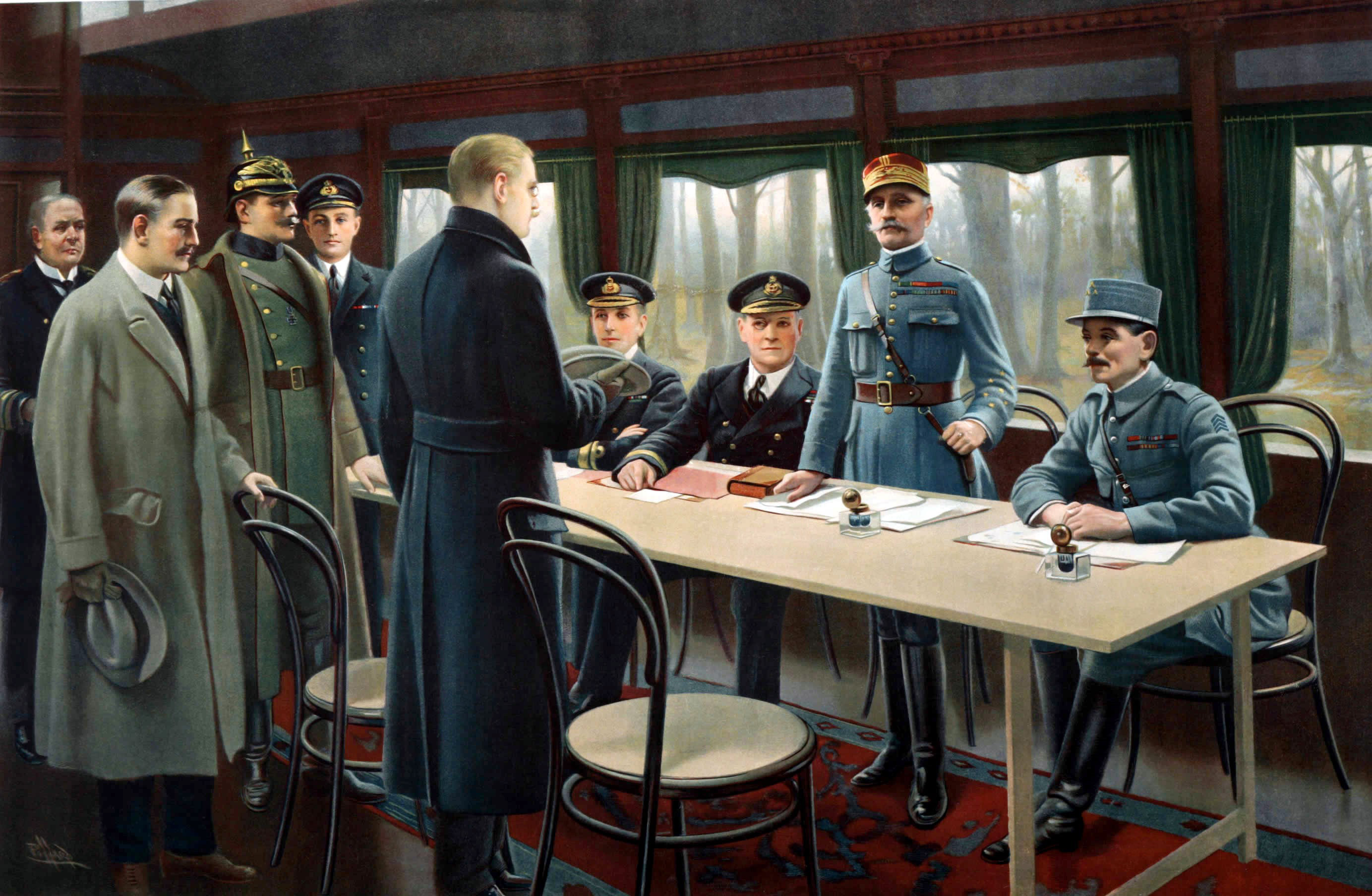
기차 내에서 휴전 서명을 묘사한 그림. 테이블에 앉아있는 인물들 기점으로, 오른쪽부터 막심 베이강 장군, 페르디낭 포슈 프랑스 원수, 로슬린 웨미스 영국 제독, 왼쪽에서 네 번째인 잭 매리엇 영국 해군 대위가 있다. 반대편 독일 측에는 에르츠베르거, 본 윈터펠트 소장 (피켈하우버 착용), 폰 오벤도르프 및 에른스트 판슬로우다.

1918년 10월 3일에 에르츠베르거는 막시밀리안 폰 바덴 공의 정부의 국무장관으로 임명되었다. 1918년 11월 6일에 에르츠베르거는 콩피에뉴 숲에서 연합군과 협상을 위해 독일의 대표로 파견되었다. 막시밀리안 왕자는 가톨릭 정치인인 에르츠베르거가 프로이센 군 장교보다 동맹국에 더 우호적인 이미지를 주기 때문에 독일에 비교적 유리한 협상안을 얻어낼 수 있으리라 판단했었다. 또한 에르츠베르거가 평화주의자로써 명성이 대단했기 때문에 연합군 입장에서도 섣불리 공격할 수 없다고 믿었다.
하지만 에르츠베르거가 연합군으로부터 더 나은 조건을 얻을 수 있다는 희망에도 불구하고 연합군 수석 협상가인 페르디난드 포슈 원수는 독일군 철수에 할당된 시간을 약간 연장한 것을 제외하고는 아무것도 양보하지 않았다. 에르츠베르거는 협상을 연장해 독일에 유리한 변화로 유도해야 할지 협상을 중단하고 연합군이 제안한 안을 받아들여야 할지 확신이 서지 않았다. 그는 파울 폰 힌덴부르크에게 의견을 물었고, 힌덴부르크는 수정 여부에 상관없이 휴전 협정에 서명해야 한다고 회신했다. 잠시 후 새 총리인 사회민주당 출신 프리드리히 에베르트(Friedrich Ebert)는 에르츠베르크의 평화협정을 승인하는 전신을 보냈다.
독일 대표단의 수장으로서 그는 1918년 11월 11일 콩피에뉴(Compiègne)에서 프랑스 대표 포슈 원수와 함께 제1차 세계 대전을 끝내는 휴전 협정에 서명했다. 하지만 에르츠베르거는 협의안에 만족하지 못했고, 그 자리에서 평화조건의 가혹함에 대해 항의하고 "7천만 인구는 고통을 받을 수 있지만 죽을 수는 없다"고 했다. 포슈는 마지막에 에르츠베르거의 악수 시도를 무시하며 응수했다.

## 전쟁 이후
베를린으로 돌아온 에르츠베르거는 에베르트 휘하에서 종전 위원회의 위원장을 맡아달라는 부탁에 동의한다, 하지만 이것은 패배감이 팽배한 독일에서 패전의 얼굴마담이 되는 것을 의미했고, 굴욕적인 일이었다.
1919년 1월에 바이마르 총선 이후 에르츠베르거는 필리프 샤이데만이 이끄는 정부에서 다시 종전을 담당한 장관으로 임명되었다. 1919년 6월 21일 샤이데만은 가혹한 베르사유 조약으로 사임하고 구스타프 바우어가 이끄는 새 정부가 취임하자 에르츠베르거는 재무장관 겸 부총리가 되었다. 그는 베르사유 조약을 대체할 만한 군사적, 정치적 대안이 보이지 않았기 때문에 조약을 인정했다. 그는 민족주의적 우파로부터 굴욕적이고 불필요한 조약에 서명한 사람으로써 경멸을 받았다.

## 암살

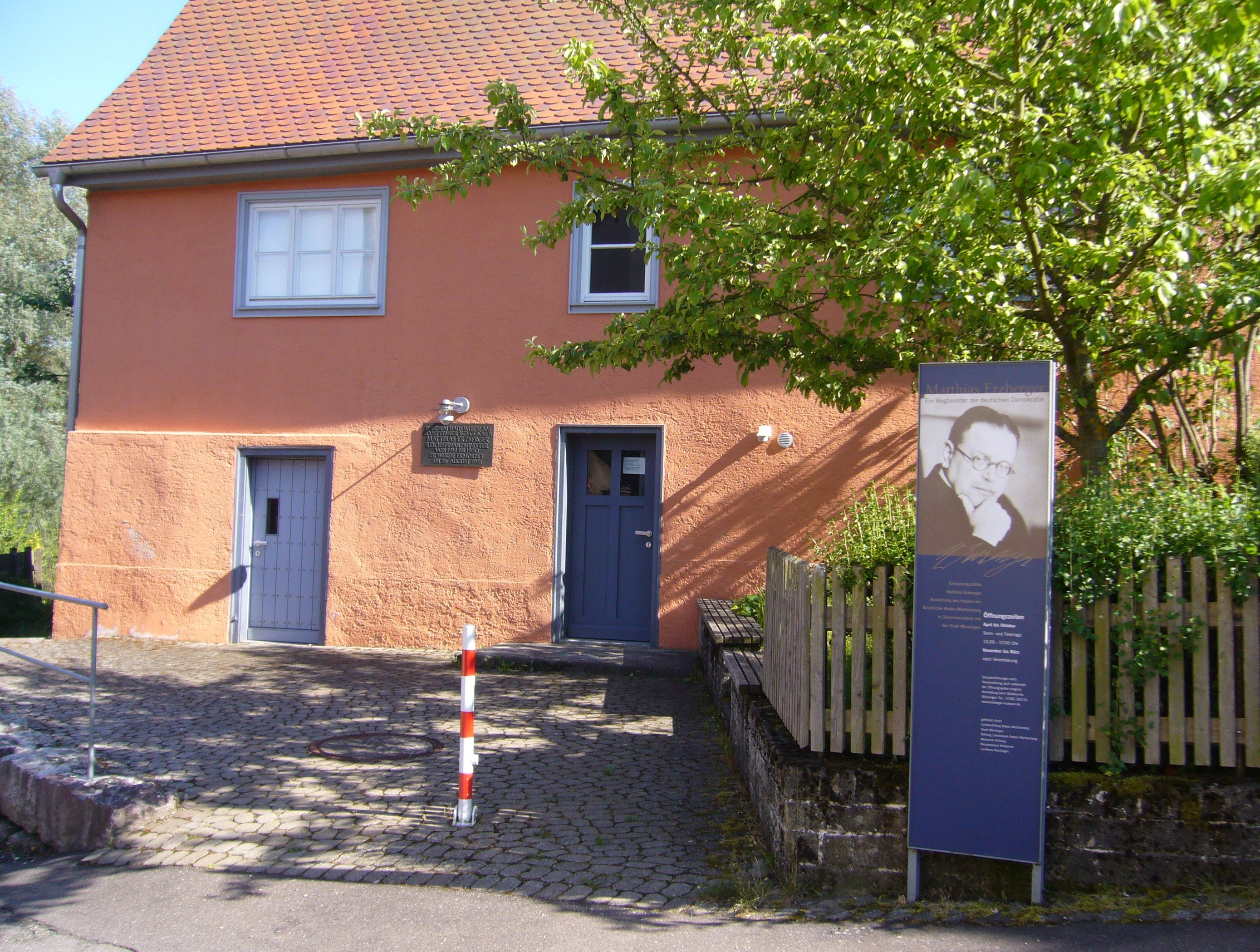
에르츠베르거의 생가는 이제 작은 박물관이다.

보수 언론들의 에르츠베르거에 대한 비판은 통상적인 비난을 넘어 신변을 위협하는 정도까지에 이르렀다. 일간 신문(Tägliche Rundschau)은 에르츠베르거를 가르켜 "그는 총알처럼 둥글지만 방탄은 아니다"라고 했다. 결국 에르츠베르거는 1921년 8월 26일 슈바르츠발트에 있는 온천에서 산책을 하던 도중 살해당한다. 1918년 휴전협정에 서명한 에르츠베르거는 많은 정치적 우파에게 반역자로 여겨졌다. 게르만 기사단(Germanenorden)의 주요 인물인 폰 킬링어는 국수주의적인 두 사람을 모집하여 그의 살인을 지도했다. 살인자 둘은 모두 전직 독일 제국 해군 장교였다. 에르츠베르거의 암살자들은 나중에 헝가리로 피난갔고 제2차 세계 대전 후에야 기소되었다.